# Beckasinsnäppor
Beckasinsnäppor (Limnodromus) är ett litet släkte med fåglar i familjen snäppor inom ordningen vadarfåglar.
Släktet beckasinsnäppor omfattar tre arter:
- Asiatisk beckasinsnäppa (L. semipalmatus)
- Större beckasinsnäppa (L. scolopaceus)
- Mindre beckasinsnäppa (L. griseus)